# Bylong Valley Way
Der Bylong Valley Way ist eine Verbindungsstraße im Osten des australischen Bundesstaates New South Wales. Er verbindet den Castlereagh Highway und die Bathurst-Ilford Road in Ilford mit dem Golden Highway in Sandy Hollow. Die Straße ist nach dem Bylong Valley benannt, das die Great Dividing Range zwischen dem Wollemi-Nationalpark und dem Goulburn-River-Nationalpark überquert.

## Verlauf
Der Bylong Valley Way zweigt als Fortsetzung der Bathurst-Ilford Road (S54) in Ilford vom Castlereagh Highway (S86) nach Osten ab. Bald wendet er sich nach Norden und durchquert die Kleinstädte Kandos und Rylstone. Bei Rylstone überquert der den Cudgegong River. Weiter führt der Weg nach Nord-Nordosten zur Siedlung Bylong, knapp südlich des Goulburn River. Dabei überquert sie den Growee River mehrfach und schließlich auch den Bylong River.
In Bylong biegt die Straße scharf nach Osten ab und tritt ins namensgebende Bylong Valley ein. Die Straße führt am Südufer des Goulburn River und an der Grenze der beiden Nationalparks entlang und stößt in Sandy Hollow auf den Goulburn River und den Golden Highway (S84).

## Bedeutung für den Tourismus

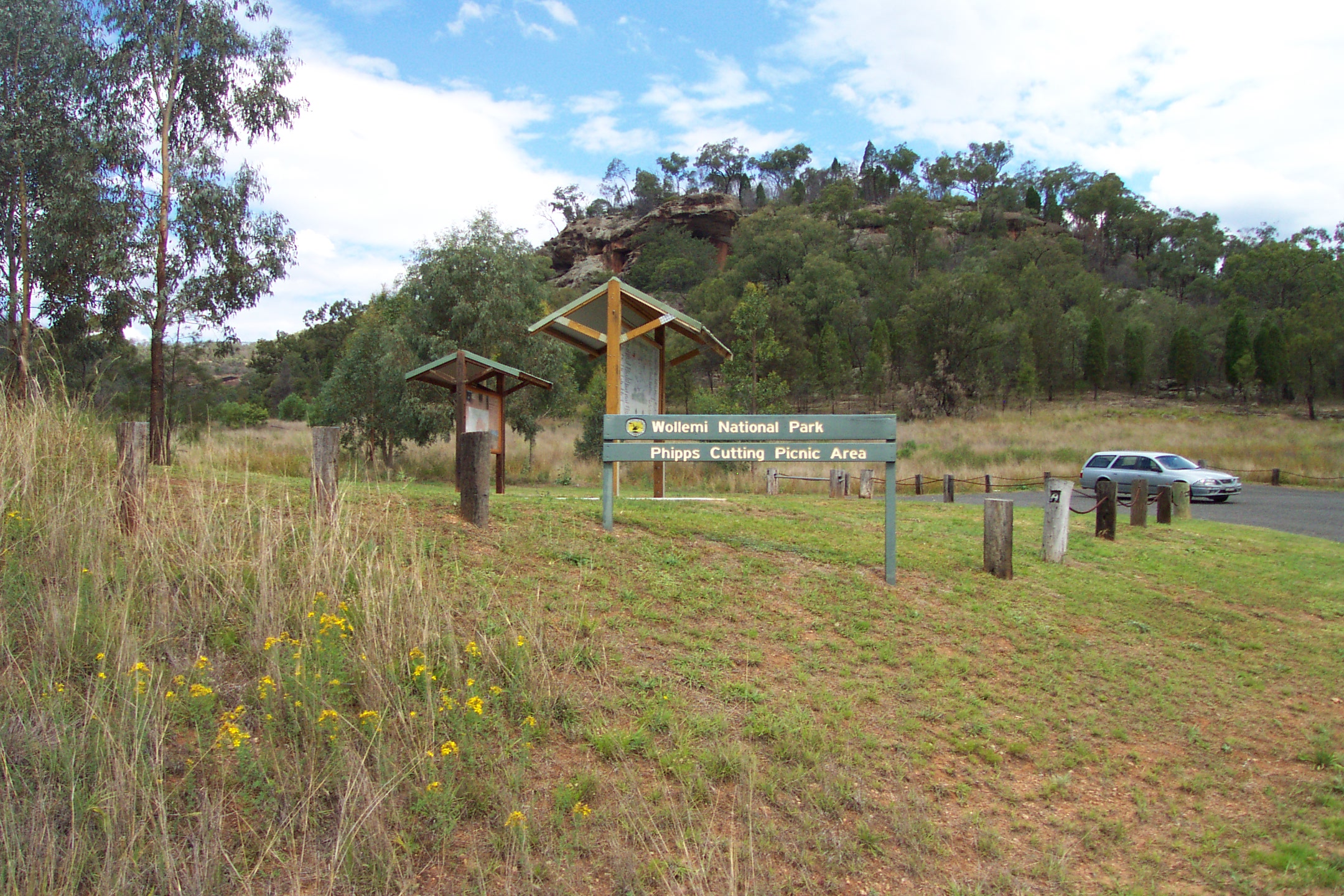
Phipps Cutting Picnic Area

Zusammen mit der Bathurst-Ilford Road bildet der Bylong Valley Way eine wenig befahrene, aber durchaus aussichtsreiche Verbindung von Bathurst ins Hunter Valley. Zugang zu den beiden Nationalparks besteht an mehreren Stellen des Bylong Valley.
Nach vollständiger Asphaltierung der Straße erstellte die Handelskammer von Muswellbrook eine Website und pries die Straße als Touristenroute an. Die Strecke von Sandy Hollow nach Bylong wird auch anderweitig als Touristenstraße beworben. Sie ist Teil des Upper Hunter Tourist Drive No. 4, der ab Bylong über andere Ortsstraßen zum Golden Highway zurückführt. Die Phipps Cutting Picnic Area wird als Rastplatz auf dieser Route angegeben.
Der Tablelands Way, eine Touristenstraße von Canberra nach Muswellbrook, verläuft zwischen Mudgee und Muswellbrook ebenfalls auf dieser Route.

## Befestigung

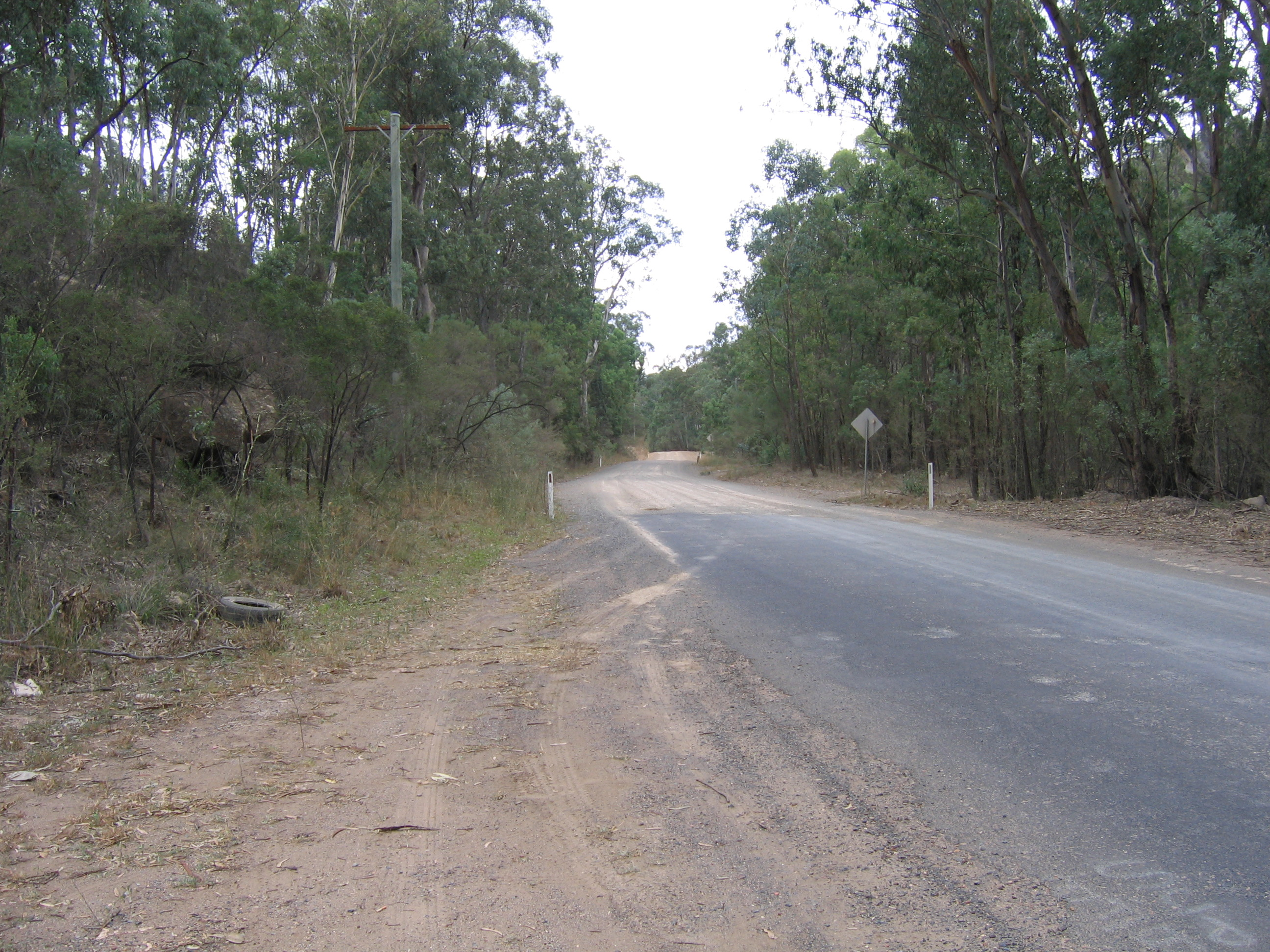
Bylong Valley Way an der Coxs Gap, mit Eisenbahnlinie. Blick nach Westen auf einen unbefestigten Straßenabschnitt

Erst im Februar 2009 wurde das letzte Stück des Bylong Valley Way asphaltiert. Jahrzehntelang war der Ausbau dieser Straße ein Politikum. Noch Anfang 2007 gab es vier nicht befestigte Streckenabschnitte auf dieser Straße, die zusammen 32 km lang waren. Zwei dieser Abschnitte lagen zwischen Coxs Gap und Bylong, wobei zwischen ihnen nur 850 m Straße asphaltiert waren. Die anderen beiden lagen südlich von Bylong auf der Strecke nach Rylstone. Dort waren einige Jahre zuvor 2 km asphaltiert worden, was ein langes, unbefestigtes Straßenstück in zwei kürzere verwandelte.
Am 13. Dezember 2006 kündigte die australische Bundesregierung die teilweise Finanzierung des Straßenausbaus, der AU-$ 4,1 Mio. kosten sollte, mit Auslink-Mitteln in Höhe von AU-$ 2,0 Mio. an. Das Straßenverkehrsamt von New South Wales steuerte AU-$ 900.000 bei und das Mid-Western Regional Council kam für die restlichen AU-$ 1,2 Mio. auf. Die endgültigen Kosten überstiegen die prognostizierte Summe leicht und das Regional Council musste den geringen Mehrbetrag tragen.
Das Regional Council ließ die Arbeiten in drei Stufen ausführen:
- Bauabschnitt 1 (März 2007–Juni 2007): Asphaltierung von zwei Streckenabschnitten südlich von Bylong (zusammen 6 km); Verbreiterung des restlichen, 9 km langen, unbefestigten Streckenabschnittes als Vorbereitung für die Asphaltierung.
- Bauabschnitt 2 (Juli 2007–Juni 2008): Asphaltierung der beiden noch unbefestigten Streckenabschnitte südlich von Bylong (zusammen 12,42 km); Asphaltierung eines 1 km langen Abschnittes bei Bylong; Vorbereitung für die Asphaltierung der restlichen Streckenabschnitte.
- Bauabschnitt 3 (Juli 2008–März 2009): Asphaltierung der letzten beiden Streckenabschnitte östlich von Bylong (zusammen 12,6 km).

## Brücken

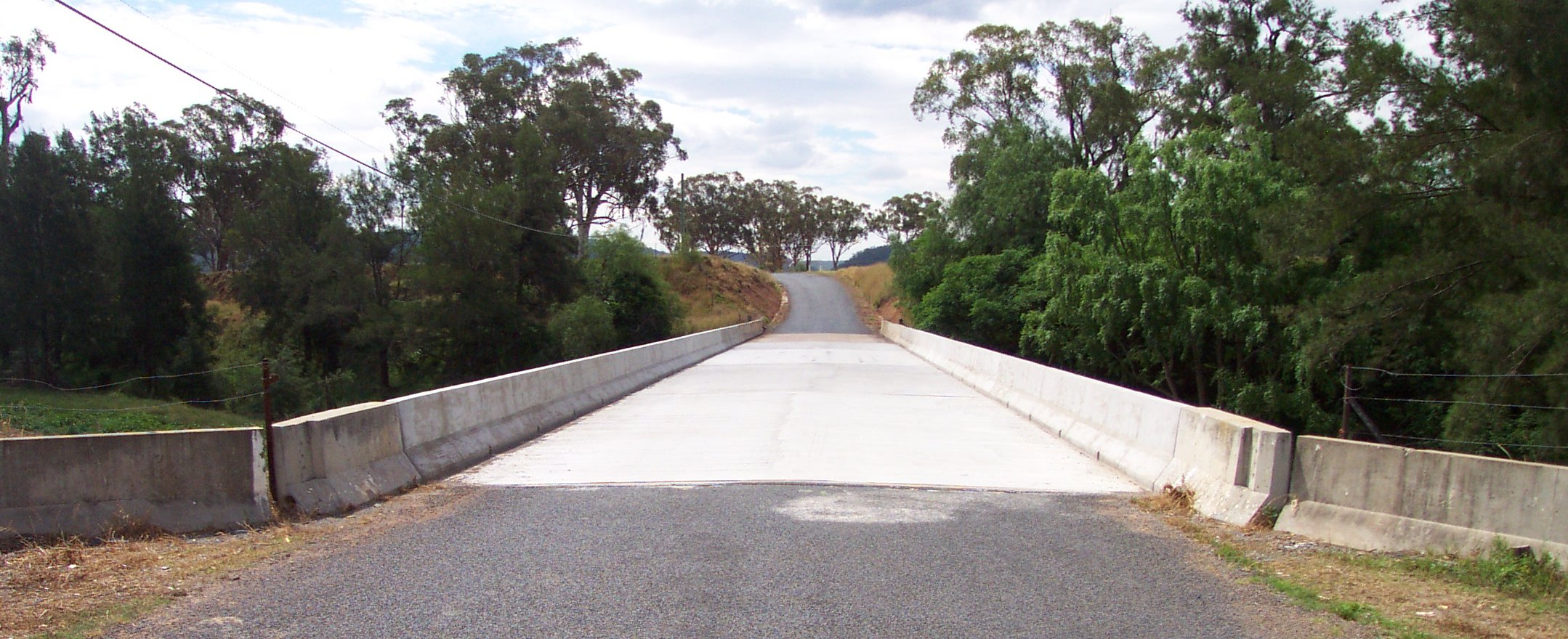
Kirk’s Bridge in Baerami nach Einbau der Betonteile (November 2007)

### Muswellbrook Shire
Die verfallenen Teile der Kirk’s Bridge, einer Holzbrücke über den Baerami Creek in Bearami wurden abgerissen und sollten bis 31. August 2007 durch betonierte Abschnitte ersetzt werden. Leider wurden die Arbeiten wegen Sturmfolgen um einen Monat verzögert. Vor dem Sturm war die Brücke teilweise erneuert worden, wobei beide Auflagen und zwei Brückenteile an einem Ende der Brücke in Beton erstellt wurden.
Das Muswellbrook Shire Council musste eine zeitweise Umleitung über Privatgrund einige Jahre lang aufrechterhalten, um Schwerfahrzeugen die Zufahrt zur Baustelle zu ermöglichen. Nach Wiedereröffnung der Brücke wurde die Umleitung beseitigt und die Grundstücke den Eignern zurückgegeben.
Die einspurige Holzbrücke über den Widden Creek musste ebenfalls ersetzt werden. Das Muswellbrook Shire Council hatte hierfür bis 30. uni 2007 die Summe von AU-$ 480.000 bereitgestellt, aber die Schwierigkeiten an der Kirks Bridge führten zur Umleitung der Gelder auf dieses dringendere Projekt. Die Brücke über den Widden Creek wurde dann bis 30. Juni 2009 für AU-$ 1,4 Mio. neu erstellt. Dadurch können jetzt LKWs mit bis zu 38 t Gewicht die gesamte Route wieder nutzen.

### Mid-Western Region
Das Mid-Western Regional Council hat die Carwell Bridge zwischen Kandos und Ilford zwischen Mitte 2009 und Mitte 2010 ersetzt.

## Eisenbahn

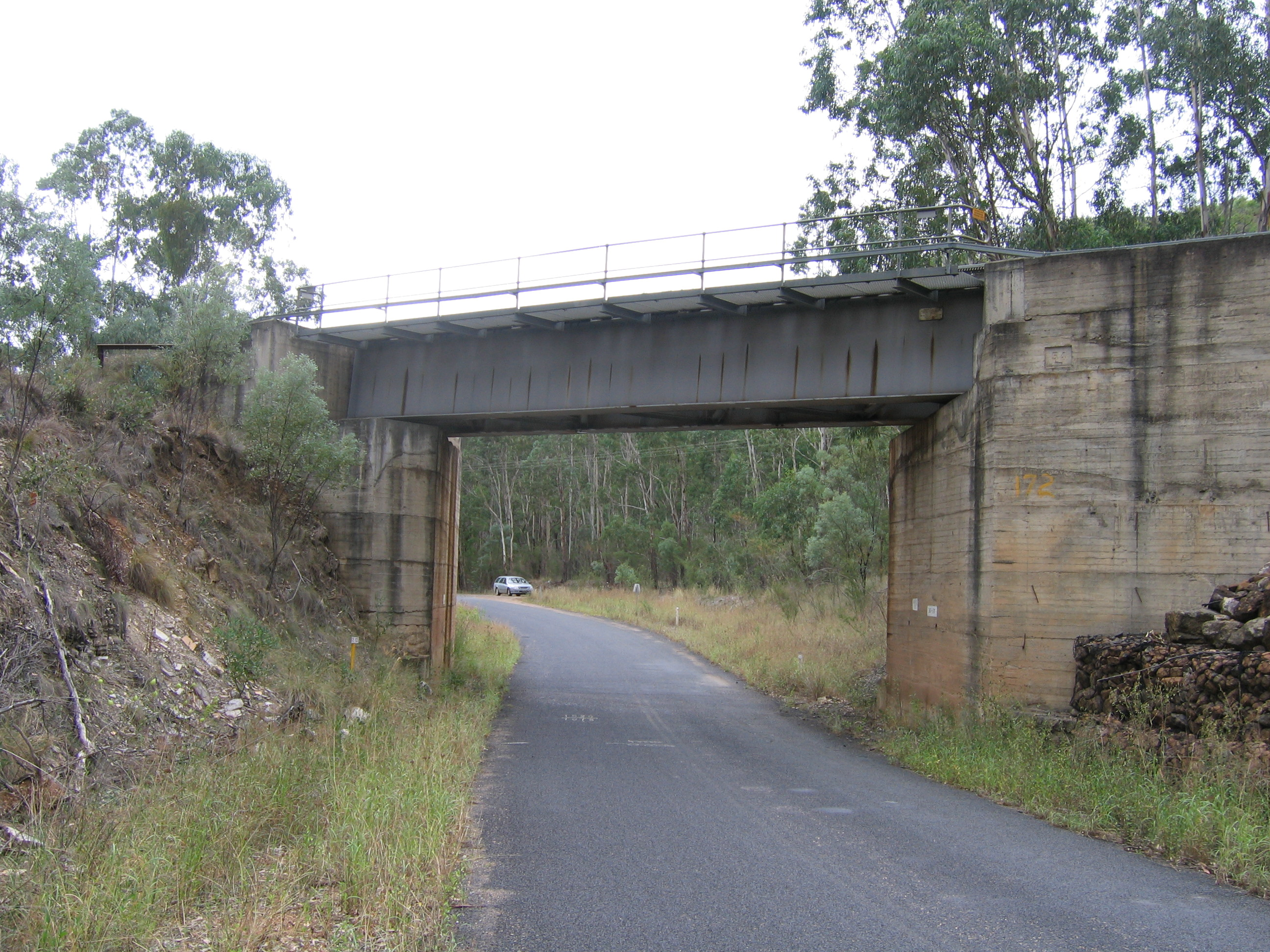
Eisenbahnbrücke der Ulan-Linie über den Bylong Valley Way bei Coxs Gap

Die Eisenbahnlinie von Sandy Hollow nach Gulgong und Teile der Merriwa-Eisenbahnlinie, die zusammen die Ulan-Eisenbahnlinie von Muswellbrook nach Gulgong bilden, folgen demselben Tal wie der Bylong Valley Way. In Bylong führt die Eisenbahnlinie aber nach Westen weiter, während die Straße nach Süden abbiegt.
Die Eisenbahnlinie überquert die Straße dreimal, davon zweimal auf höhengleichen Bahnübergängen und einmal auf einer Eisenbahnbrücke über die Straße. Ein Bahnübergang liegt in der Nähe des Golden Highway, der andere in der Nähe von Bylong. Die Eisenbahnbrücke befindet sich an der Westseite der Coxs Gap.
Die Eisenbahnlinie nach Gwabegar kreuzt die Straße an einem Bahnübergang im nördlichen Rylstone.
Alle drei Bahnübergänge sind unbeschrankt, besitzen aber Warnlichter.

## Quelle
- Steve Parish: Australian Touring Atlas. Steve Parish Publishing. Archerfield QLD 2007, ISBN 978-1-74193-232-4, S. 26 u. 27